# Бубар
Бубар (др.-греч. Βουβάρης; VI век до н. э. — после 480 года до н. э.) — персидский аристократ, зять двух македонских царей Аминты I и его сына Александра I. По поручению Ксеркса руководил работами по строительству Ксерксова канала между Стримонским и Сингитским заливами.

## Происхождение. Обстоятельства женитьбы
Отец Бубара Мегабаз был военачальником Дария I и сатрапом Геллеспонтской Фригии. По мнению ряда исследователей, Бубар — дальний родственник персидских царей Дария и Ксеркса. Впервые в источниках он упомянут в связи с событиями второй половины 510-х годов до н. э. Дарий поручил командование европейским экспедиционным корпусом отцу Бубара Мегабазу. Персы покорили восточную Фракию и Пеонию и достигли восточных границ Македонии.
Для дальнейшего продвижения на запад персам было необходимо подчинить Македонию. В соответствии с обычной практикой македонянам была предоставлена возможность избежать войны, признав верховную власть царя царей империи Ахеменидов. В 513—510 годах царь Македонии Аминта выбрал мир и согласился дать персам «землю и воду». Впоследствии, когда персы проиграли войну с греками и были изгнаны с Балканского полуострова, официальная македонская пропаганда создала легенду, которая дошла до наших дней в «Истории» Геродота, об убийстве послов Мегабаза. К Аминте прибыло семь знатных персов. Во время пира персидские послы опьянели и стали оскорбительно вести себя по отношению к македонским женщинам, среди которых были царские жена и дочери. Сын царя Александр собрал молодых македонян и перебил послов на пиру.
В источниках представлены две версии дальнейших событий. Согласно Геродоту, Мегабаз отправил на розыск послов отряд во главе со своим сыном Бубаром. Александр смог подкупить персидского вельможу, «отдав ему огромную сумму денег и свою сестру Гигею». Римский историк II—III веков Юстин утверждал, что Мегабаз узнал о гибели своих послов и отправил Бубара не для поиска, а для мести и завоевания Македонии. «Но Бубар, раньше чем началась война, влюбился в дочь Аминты, забыл о войне и, отложив всякую вражду, женился». В отличие от истории с послами женитьба Бубара на дочери македонского царя Гигее не вызывает сомнений. Историки подчёркивают, что теоретически свадьба могла произойти уже после смерти Аминты между персидским вельможей и сестрой царя. Однако более вероятным считается заключение брака около 510 года до н. э.
Брак Гигеи и Бубара обеспечил мирное сосуществование между Македонией и империей Ахеменидов. Появление родственных связей между двумя царственными родами помогли Аминте извлечь выгоду из экспансии империи Ахеменидов на Балканский полуостров. Среди прочего к Македонии были присоединены Амфакситида, которой ранее владели пеоны, Анфемунт, а также некоторые территории на восточном берегу реки Аксий. Кроме территориальных приобретений, благодаря персам, Аминта смог обезопасить восточные границы своих владений.

## Дальнейшая судьба. Постройка Ксерксова канала
Став зятем Аминты, Бубар какое-то время находился в Македонии в качестве доверенного лица персидского царя. В его задачи входил в том числе контроль над торговыми речными путями Аксия. Согласно Юстину, Аминта умер вскоре после того как Бубар покинул Македонию. Историкам ничего неизвестно о дате этого события. Возможно, персидский вельможа покинул Балканский полуостров с началом Ионийского восстания греков в Малой Азии против персов в 499 году до н. э.

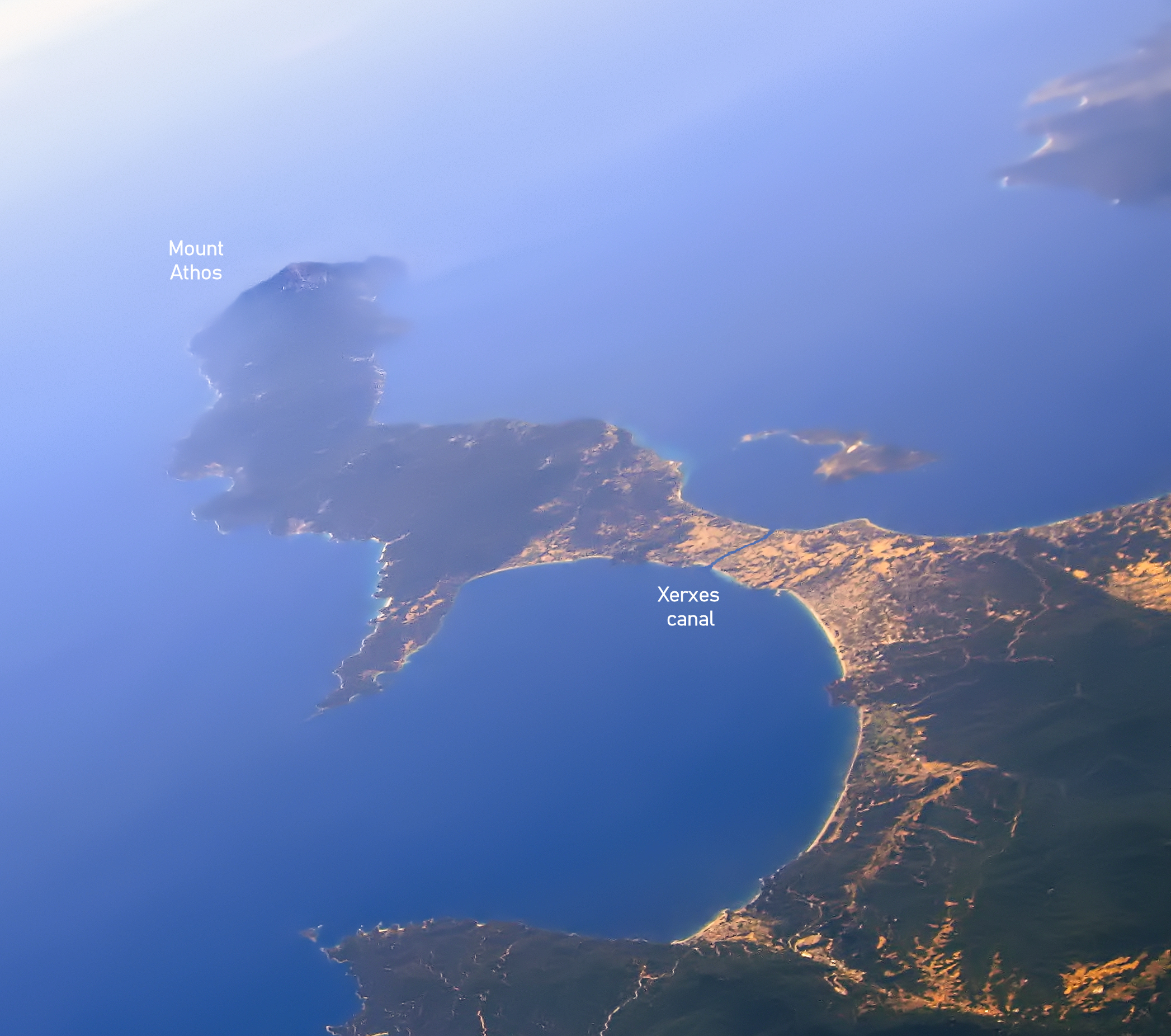
Трасса канала, наложенная на спутниковый снимок полуострова Айон-Орос

Следующее по времени упоминание Бубара связано с событиями 483 года до н. э. Ксеркс был занят подготовкой похода в Грецию. В 492 году до н. э., во время правления его отца Дария, персидский флот под командованием Мардония попал в бурю возле Афона, которая уничтожила большую часть кораблей. Чтобы ситуация не повторилась Ксеркс приказал Бубару и Артахею руководить постройкой судоходного канала в наиболее узком месте полуострова. Геродот детально описал ход работ по сооружению канала. На Халкидики привезли большое количество рабочих из разных концов империи. К работе также привлекли и местных жителей. Строителей разделили на группы по народностям, а затем по жребию распределили участки канала. Работа шла непрерывно и днём и ночью. Под бичом надсмотрщиков рабочие прокопали канал, по которому могло свободно плыть два корабля в разных направлениях.
На постройку канала ушло три года. Античные писатели Геродот, Исократ и другие насмехались над сооружением. Они считали, что Ксерксом руководило тщеславие, а сам канал является памятником безумию и тщеславию Ксеркса. Геродот считал, что корабли можно было перетащить волоком и для этого было необязательно копать три года широкий канал. Современный историк М. А.-К. Дандамаев считает, что античные авторы ошибались. Соорудить канал было безопаснее и дешевле, чем тащить корабли по суше, разгружать, а затем заново загружать огромную армию с большим числом солдат, вьючных животных и военным снаряжением. Такая переправа огромного по античным меркам флота потребовала бы много времени. Вне зависимости от целесообразности сооружения Бубар с Артахеем выполнили поставленную задачу. В 480 году до н. э. персидский флот без каких-либо сложностей проплыл через Ксерксов канал.
Кроме Ксерксова канала Бубару поручили построить мост через Стримон, который был необходим для перехода персидской армии по направлению в Грецию.

## Семья
У Гигеи и Бубара родился сын, которого в честь деда по материнской линии назвали Аминтой. В Греции существовала традиция называть первенца именем деда. В данном случае обращает внимание выбор греческого, а не персидского имени. Впоследствии Ксеркс назначил Аминту наместником одного из своих городов. Геродот писал: «Царь поставил его наместником большого фригийского города Алабанды». Историки отмечают, что Алабанда находится в Карии, а не во Фригии. Они приводят несколько версий данной несостыковки — существование Алабанды не только во Фригии, но и в Карии; ошибку Геродота. Историк Э. Бэдиан выдвинул предположение, что Ксеркс рассматривал сына Бубара Аминту в качестве возможного наследника Александра и претендента на царский трон Македонии.